# Helina floridensis
Helina floridensis är en tvåvingeart som beskrevs av John Otterbein Snyder 1949. Helina floridensis ingår i släktet Helina och familjen husflugor.
Artens utbredningsområde är Florida. Inga underarter finns listade i Catalogue of Life.